# Mariental
Mariental este un oraș din Namibia centrală, care se găsește pe ruta B1 și linia feroviară Tran-Namib din Windhoek și Keetmanshoop. Este capitala administrativă din regiunea Hardap într-o zonă care a fost cu mult timp în urmă un centru al poporului Nama. Este aproape de Barajul Hardap, cel mai mare din Namibia.

## Istoria
Orașul a fost numit după soția primului colonist în această zonă, Herman Brandt, Maria.
Râul Visrivier (Namibia) curge în direcția sud prin fața orașului și a cauzat o puternică inundație în partea occidentală a orașului. În 2006, după precipitații abundente, Barajul Hardap a trebuit să elibereze apa, provocând inundații la sfârșitul săptămânii 25-26 februarie.
Anterior, au fost înregistrate inundații în 1923 și 1934. De la construcția barajului în 1962 au mai existat inundații în 1972 și 2000.

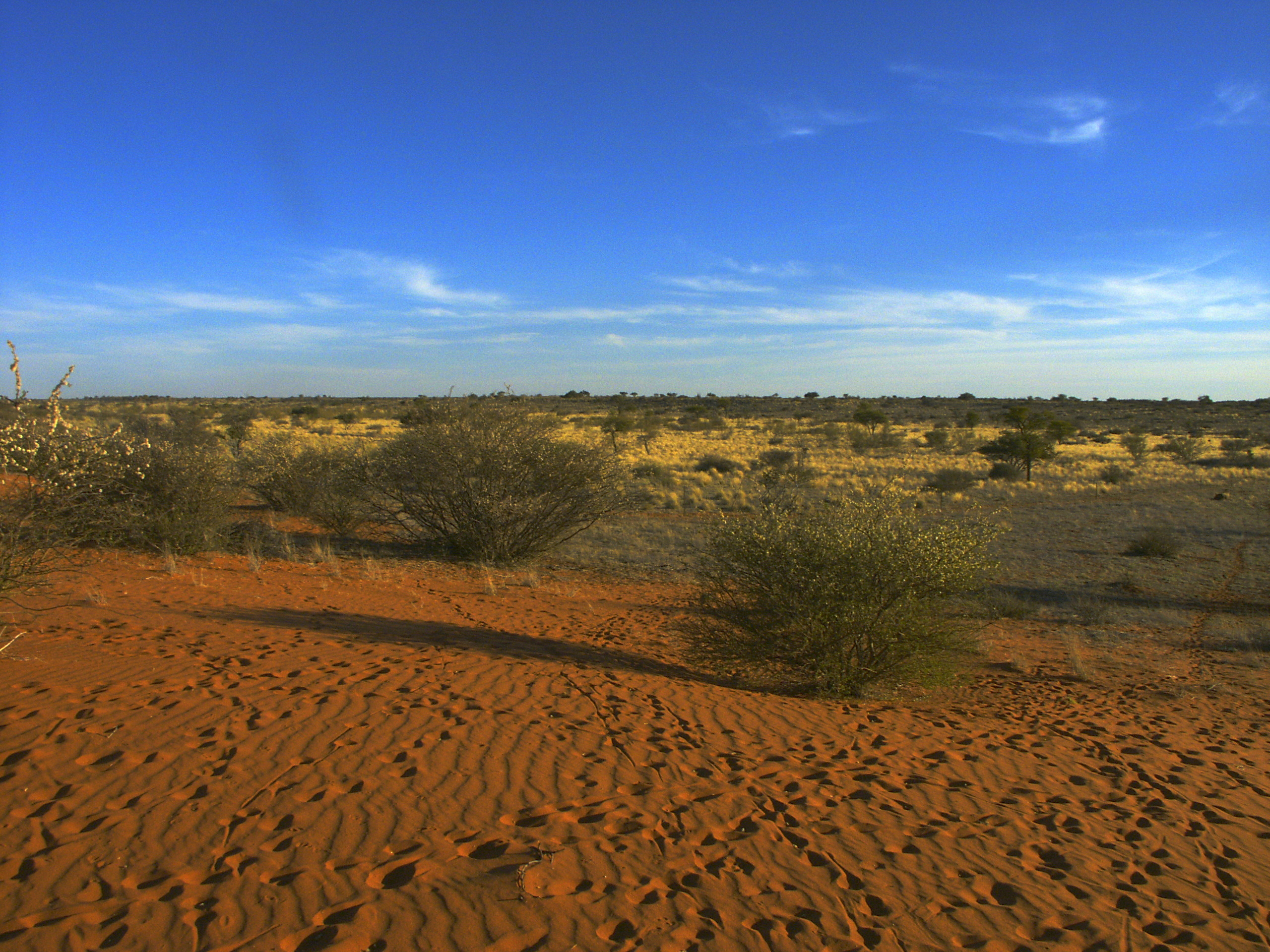
Terenul în zonă

## Economia
Datorită precipitațiilor anuale scăzute în această zonă,  activități ca și creșterea animalelor (oi și struți), vânătoarea sunt foarte populare în zonă. Abatorul de struți este chiar în oraș, iar carnea este exportată în toată lumea. Citricele cresc irigate cu apă din baraj și s-au convertit în principalul produs agricol.